# Александреску, Григоре
Григо́ре Александре́ску (рум. Grigore Alexandrescu; 1810—1885) — румынский поэт и политический деятель XIX века.
Грегор Александреску родился 22 февраля 1810 года в Тырговиште (Валахия) в семье казначея, став четвёртым ребёнком в семье.
Рано осиротел и учился в приюте Святого Савы в городе Бухаресте и по окончании курса поступил на военную службу.
Сблизившись с полковником Кампинианулем, тогдашним предводителем национальной оппозиции, вышел в отставку при вступлении на престол Александра Гики и принял на себя обязанности председателя Филармонического общества, основанного его другом в 1835 году.
Уже в то время он приобрел большую известность и популярность своими сатирами и политическими баснями, но вместе с тем навлек на себя немилость властей. Его сослали в монастырь, в котором он оставался до низвержения Александра Гики (1842) и написал своё знаменитое «1840 год», дав в нём пламенное выражение желаниям своей партии.
В апреле 1859 Грегор Александреску получил на несколько месяцев портфель Министр религиозных культов -  в министерстве Крецулеску.
Его сочинения появились под заглавием «Воспоминания и впечатления, письма и сказки» (Бухарест, 1847; 2 изд. 1863.)
Григорий Александреску скончался 25 ноября 1885 года в Бухаресте.